# 守永真彩
守永 真彩（もりなが まあや、1991年8月2日 - ）は、日本の女優、タレント、歌手、グラビアアイドル。本名：南川 麻綾（みなみかわ まあや）。
東京都出身。オフィスウォーカー所属。
母は、女優の白石まるみ。
2024年7月、一般男性との結婚を発表した。

## 略歴
2009年7月13日、ZAKZAKの「第2回日本グラビアアイドル大賞」の新人賞を受賞。

2016年、母の白石とコンビ「WM（ダブルエム）」を結成し、キングオブコント2016への挑戦したが、予選1回戦で敗退。

## 人物
- 名前はジーンズショップの店名である摩耶から付けようとしたところ、字画が良くないことから真彩となる。その際に調べて釈迦の母親の名前がマーヤであったことから公式にはこちらが由来ということになっている[7]。
- 趣味は、ダンス[1]。特技は、トランペット[注 1]、書道（六段）。
- 将来の夢は、「母のような女優になりたい」との事[9]。
- 小学生の時、「モーニング娘。」のオーディションを受けたが、3次審査で落選[10]。
- 中学生の時は、生徒会長を務めていた。
- 2014年3月20日、武蔵野大学環境学部卒業。

## 作品

### 映像作品
- My Pure Girl〜真彩17歳〜（2009年5月22日、クエストラ）
- My Pure Love（2010年8月12日、イーネット・フロンティア）
- My Pure Kiss（2012年8月24日、イーネット・フロンティア）

## 出演

### バラエティ
- アイドルの穴〜日テレジェニックを探せ!〜（2009年4月11日 - 6月27日、日本テレビ）[注 2]
- 「おもいッきりDON!」（2009年5月20日、日本テレビ） - 「邦子の売り出しサンDONと釣れ!」のコーナー　母親の白石まるみと競演
- GOLD HOUSE（2009年6月3日、フジテレビ）
- レディス4（2009年6月18日、テレビ東京）
- 笑っていいとも!（2009年6月25日、フジテレビ系） - コーナーゲスト（出たいドル! デラックス）
- 日テレジェニックの穴（2009年7月18日 - 9月26日、日本テレビ）
- グラビアの美少女 #451（2009年8月14日、MONDO TV）
- カード学園（2009年11月6日 - 2010年3月26日 、TBSテレビ）
- アリケン（2010年1月30日、テレビ東京）
- 恋のカイトウ!?トモコレ2世（2010年5月6日 - 8月26日、TOKYO MX）
- LOVEかわさき（2012年1月 - 2016年3月26日、tvk）
- 原口あきまさの今がぱちドキッ!（東京MXテレビ）
- お願い!ランキング（2012年8月22日・2013年6月19日・2014年9月15日・2015年1月20日、テレビ朝日）
- トレセンまるごと情報局（2013年1月 - 2015年12月、グリーンチャンネル)
- Qさま!!（2013年8月19日、テレビ朝日）
- 有吉反省会（2013年10月27日・11月17日、日本テレビ）
- 今夜限定！美の若返り 激変バックエイジング（2015年9月9日、TBSテレビ）
- 日曜レース展望KEIBAコンシェルジュ（2016年1月 - 、グリーンチャンネル)

### ラジオ
- くにまるワイド ごぜんさま〜（2009年5月12日、文化放送）
- 東京パラダイス（2009年7月18日、文化放送）
- 週刊!ニッポン放送（2009年8月2日・9日、ニッポン放送）
- ぐらび屋（2011年4月　-　2012年3月、レインボータウンFM）
- かりーね（2012年4月　-　2013年3月、レインボータウンFM）
- グッチ裕三 日曜うまいぞぉ!（2011年10月9日 - 2012年4月1日、文化放送）
- 加藤裕介の横浜ポップJ（2021年12月 - 、ラジオ日本）

### ネット配信
- 「ZAKZAK」ZAK THE QUEEN 2009

### 舞台
- LOVE ME DOLL（2010年3月17日 - 22日、銀座みゆき館劇場） - サルの次郎 役（主役）
- TEAM JAPAN SPEC.「番外公演「 終わらない修学旅行」」（2010年10月6日 - 11日、シアターグリーン BOX in BOX THEATER） - 綾音 役
- シアターエアリー朗読劇グリムの森（2011年4月23日、シネマート六本木）
- オフィスインベーダー「美人税」（2011年9月8日 - 12日、スタジオモモンガ） - 山本萌夏 役
- 劇団マツモトカズミ第四回公演「結婚の偏差値Ⅱ DEAD OR ALIVE」（2014年9月10日 - 23日、新宿村LIVE）
- 朝倉薫プロデュース公演2015新春第一弾公演 ハイパーガールズミュージカル「遥かなるミドルガルズ」（2015年2月24日 - 3月1日、シアターブラッツ） ※2月26日、日替わり特別出演
- 朝倉薫プロデュース公演2015Vol.2「剣劇少女と…恋する悪魔」（2015年6月9日 - 14日、シアター風姿花伝） ※6月9日・13日・14日、特別出演
- Air studioプロデュース「GO,JET!GO!GO!vol.5〜涙のドライマティーニ　ガールズにライバル出現!?～」（2015年8月14日 - 23日、アクアスタジオ）
- Air studioプロデュース「GO,JET!GO!GO!vol.8〜想い出のFacebook Lovers〜」（2015年10月1日 - 12日、アクアスタジオ）
- Air studioプロデュース「Juliet」（2016年1月20日 - 25日、アクアスタジオ）
- 朝倉薫演劇団創立25周年記念公演第1弾 ピカレスク・ミュージカル「桃のプリンセス」（2016年3月29日 - 4月3日、千本桜ホール） - ギャングのボス唐沢梅夫 役
- 漫画家と演劇のコラボレーション舞台!漫劇2「W」「タイムカプセル」（2016年5月11日 - 15日、テアトルBONBON）
- 音楽劇「君よ 生きて」～先人たちが繋いだ命のバトン～（2017年2月22日 - 26日、天王洲 銀河劇場） - バイトちゃん 役
- 朗読劇「少年口伝隊 一九四五。」（2018年8月6日、なかのZERO小ホール）

### 映画
- パラノーマル・アクティビティ 第2章 TOKYO NIGHT（2010年10月20日、プレシディオ） - 矢口麻衣  役
- 空想アイドル7 〜みんなの夢はミナノユメ〜（2011年6月18日、ZYANGIRI）
- やりすぎコンパニオンとアタシ物語（2011年9月24日 - 30日） - 上杉やりす 役
- デッド寿司（2013年1月19日、ウォーカーピクチャーズ）

### オリジナルビデオ
- J・Kスレイヤー（2012年5月11日、ZENピクチャーズ）

### ゲーム
- ウイニングポスト8シリーズ（2014年3月27日、コーエーテクモゲームス） - 守永真彩 役（実名で登場）
- ウイニングポスト9シリーズ（2019年3月28日、コーエーテクモゲームス） - 守永真彩 役（実名で登場）